# Paletti (cantautore)
Paletti, all'anagrafe Pietro Paletti (Manerbio, 24 agosto 1980), è un cantautore italiano.

## Biografia
Originario della provincia di Brescia, inizia a suonare da piccolo la tromba e la chitarra. All'età di 19 anni si trasferisce a Londra, dove studia per diventare produttore discografico e suona il basso.
Nel 2005 rientra in Italia e, come bassista del gruppo The R's, pubblica l'album De fauna et flora.
Debutta da solista con l'EP Dominus, uscito nel 2012. Nel mese di marzo 2013 esce il suo primo album in studio Ergo sum. Il disco è promosso dai brani Senza volersi bene e Cambiamento.
Nel dicembre 2013 viene selezionato tra i 60 finalisti ammessi alla categoria "Nuove proposte" di Sanremo 2014, ma tuttavia non riesce poi ad avanzare nelle audizioni successive.
Dopo aver firmato, nel gennaio 2014, un contratto con Sugar Music, che rilancia il suo primo album, pubblica nel giugno dello stesso anno un altro EP intitolato Palettology, che contiene sei tracce di cui due inedite.
Nel 2014 realizza insieme agli Ex-Otago uno split EP dal titolo Quello che c'è. Insieme agli Ex-Otago affronta anche un tour che parte nel dicembre 2014.
Il 20 gennaio 2015 pubblica l'album Qui e ora, registrato tra Milano e Berlino e anticipato dai singoli Avere te e Barabba.
È autore del brano Ma che ci faccio qui, cantato da Mina e Adriano Celentano nel loro album Le migliori (2016).
Nel maggio 2017 pubblica il video de La paranoia, a giugno si esibisce e viene premiato con la Targa Musica da Bere nel corso dell'omonima manifestazione e a dicembre dello stesso anno pubblica due altri brani, La notte è giovane e Capelli blu.
Il 26 gennaio 2018 esce il suo album Super (Woodworm), che vede come il precedente la collaborazione di Matteo Cantaluppi.

## Discografia

### Album in studio
- 2013 – Ergo sum
- 2015 – Qui e ora
- 2018 – Super

### EP
- 2012 – Dominus
- 2014 – Palettology
- 2014 – Quello che c'è (con gli Ex-Otago)